# Flughafen Piešťany

i7
i11
i13
Der Flughafen Piešťany (slowakisch Letisko Piešťany, IATA-Code: PZY, ICAO-Code: LZPP) ist der Flughafen der Stadt Piešťany in der Slowakei. Derzeit gibt es keine Linienflüge, bis auf die Allgemeine Luftfahrt benutzen nur Charterflüge den Flughafen.

## Geschichte
Der Flugplatz war zur Zeit der Tschechoslowakei die Heimat des 3. Flugausbildungsregiments, 3. Letecký Školský Pluk.
Nach der Auflösung der ČSFR wurde der Platz 1993 ein Standort der Luftstreitkräfte der Slowakischen Republik, Veliteľstvo vzdušných síl OS SR (VVzS) und beheimatete des 2. gemischten Fliegerregiments, 2. Zmiešaný Letecký Pluk (2ZmLP). Ihr unterstanden seinerzeit drei Staffeln. Die 2. Lufttransportstaffel flog einen Typenmix aus An-12, An-24, An-26, Yak-40 und Tu-154 und die 3. die L-410. Hinzu kam die 4. Hubschrauberstaffel, die mit Mi-2 und Mi-8/Mi-17 ausgerüstet war. Das Regiment wurde 1995 in 32. Lufttransportgeschwader, 32. Dopravné Letecké Kridlo (32DLK), umbenannt und ihm fast alle Transportflugzeuge unterstellt. Im gleichen Zuge wurde die Helikopterstaffel geteilt, so dass dem Geschwader vier fliegende Staffeln unterstanden, die von 1 bis 4 neu durchnummeriert wurden.
Im Spätsommer 2001 gaben die VVzS den Standort auf. Die Transportflugzeuge der 1. und 2. Staffel wurden nach Malacky und die Helikopter nach Prešov verlegt.